# Pseudemoia baudini
Pseudemoia baudini är en ödleart som beskrevs av  Duméril och BIBRON 1839. Pseudemoia baudini ingår i släktet Pseudemoia och familjen skinkar. IUCN kategoriserar arten globalt som otillräckligt studerad. Inga underarter finns listade i Catalogue of Life.